# بوزان (شهود)
بوزان (به ترکی استانبولی: Bozan) یک منطقهٔ مسکونی در ترکیه است که در شهود (شهر) واقع شده‌است.